# حبیب‌الله جان‌نثاری
حبیب‌الله جان‌نثاری (زادهٔ ۱۳۴۳ اراک) سرتیپ پاسدار فرماندهی انتظامی جمهوری اسلامی ایران است، که هم‌اکنون به‌عنوان فرمانده دانشگاه افسری و تربیت پلیس امام حسن فعالیت می‌کند.
وی فعالیت نظامی را از سال ۱۳۶۱ در کمیته انقلاب اسلامی آغاز کرد و در خلال جنگ ایران و عراق مسئول مخابرات لشکر ۲۸ روح‌الله بود.
جان‌نثاری از ۱۳۸۴ تا ۱۳۹۰ فرماندهی یگان ویژه ناحیه انتظامی تهران بزرگ را برعهده داشت، از ۱۳۹۰ تا ۱۳۹۲ معاون طرح و عملیات یگان ویژه ناجا بود، در فاصله سال‌های ۱۳۹۲ تا ۱۳۹۸ به‌عنوان جانشین فرمانده یگان ویژه ناجا فعالیت می‌کرد و از ۱۳۹۸ تا ۱۴۰۲ معاون تربیت و آموزش فراجا بود.
وی در سال ۱۳۹۰ درجه سرتیپ‌دومی و در سال ۱۴۰۱ درجه سرتیپی دریافت کرد. جان‌نثاری در سال ۱۴۰۱ به‌علت سرکوب امنیتی معترضان و نقض حقوق شهروندان ایرانی توسط اتحادیه اروپا تحریم شد.